# ジロ・デ・イタリア 1922
ジロ・デ・イタリア 1922は、自転車競技のロードレース大会であるジロ・デ・イタリアの10回目のレース。1922年5月24日から6月11日まで行われた。全10区間。全行程3095km。

## 総合成績
|    | 選手名                       | 国籍         | 時間             |
| -- | ---------------------------- | ------------ | ---------------- |
| 1  | ジョヴァンニ・ブルネーロ     | イタリア王国 | 119時間43分00秒  |
| 2  | バルトローメオ・アイモ       | イタリア王国 | + 12分29秒       |
| 3  | ジュゼッペ・エンリーチ       | イタリア王国 | + 1時間35分33秒  |
| 4  | アルフレード・シヴォッチ     | イタリア王国 | + 1時間52分13秒  |
| 5  | ドメニコ・シエラーノ         | イタリア王国 | + 4時間17分42秒  |
| 6  | ピエトロ・アイモ             | イタリア王国 | + 5時間28分58秒  |
| 7  | パリーデ・フェッラーリ       | イタリア王国 | + 6時間14分55秒  |
| 8  | ニコーラ・ディ・ビアーゼ     | イタリア王国 | + 8時間39分36秒  |
| 9  | ロモーロ・ラッツァーレッティ | イタリア王国 | + 10時間28分45秒 |
| 10 | ディーノ・ベルトリーノ       | イタリア王国 | + 10時間59分00秒 |

## 総合首位
| 選手名                   | 国籍         | 首位区間 |
| ------------------------ | ------------ | -------- |
| ガエターノ・ベローニ     | イタリア王国 | 第1-第3  |
| バルトローメオ・アイモ   | イタリア王国 | 第4-第6  |
| ジョヴァンニ・ブルネーロ | イタリア王国 | 第7-最終 |